# Elaver lutescens
Elaver lutescens är en spindelart som först beskrevs av Schmidt 1971.  Elaver lutescens ingår i släktet Elaver och familjen säckspindlar. Inga underarter finns listade i Catalogue of Life.